# Quindicesimo Dottore
Il Quindicesimo Dottore è un personaggio immaginario interpretato dall'attore ruandese-scozzese Ncuti Gatwa. Gatwa è il primo attore di origine africana, il quarto attore scozzese e il primo attore apertamente queer a condurre la serie. Gatwa ha interpretato il Dottore dall'episodio The Giggle, del 9 dicembre 2023, all'episodio La guerra della realtà, del 31 maggio 2025.

## Caratteristiche
All'interno della narrativa della serie, il Dottore è un Signore del Tempo alieno millenario proveniente dal pianeta Gallifrey, con origini alquanto sconosciute, che viaggia nel tempo e nello spazio nel suo TARDIS, spesso con dei compagni. Alla fine della vita di ogni incarnazione, il Dottore si rigenera; di conseguenza, l'aspetto fisico e la personalità del Dottore cambiano.
Il Quindicesimo Dottore, tuttavia, non è una rigenerazione del Quattordicesimo Dottore, ma una bigenerazione, ovvero il Quattordicesimo Dottore non è morto, trasformandosi nel Quindicesimo, bensì si è scisso in due, continuando così a coesistere in entrambe le versioni.

## Casting
Gatwa era stato precedentemente annunciato come il successore di Jodie Whittaker come protagonista del programma e molti rapporti affermavano che avrebbe interpretato il Quattordicesimo Dottore e che il Tredicesimo Dottore di Whittaker si sarebbe rigenerato in un'incarnazione interpretata da Gatwa. Dopo l'apparizione finale di Whittaker, il Dottore si è invece rigenerato in una forma apparentemente simile al Decimo Dottore. Questo personaggio, interpretato da David Tennant, è stato confermato essere il Quattordicesimo Dottore, con successivi chiarimenti che Gatwa avrebbe effettivamente interpretato il Quindicesimo Dottore.
Il primo episodio in cui Gatwa sarà protagonista è andato in onda il 25 dicembre 2023 e la sua compagna di avventure è Ruby Sunday interpretata da Millie Gibson e la quattordicesima stagione sarà messa in onda nel 2024.
Prima che il casting di Gatwa fosse annunciato, si diceva che diversi attori avrebbero preso il posto di Whittaker, tra cui Hugh Grant, Michael Sheen, Kris Marshall, Richard Ayoade, Michaela Coel, Kelly Macdonald e Lenny Henry. Il ritorno di Davies ha portato anche a speculare sul fatto che un attore con cui aveva precedentemente lavorato in altri progetti si sarebbe unito a lui come Quattordicesimo Dottore, con Olly Alexander, Lydia West, Omari Douglas, T'Nia Miller e Fisayo Akinade in cima alle probabilità degli allibratori. Circolavano anche voci secondo cui David Tennant avrebbe ripreso il suo ruolo, avendo precedentemente interpretato il Decimo Dottore durante il periodo di Davies come showrunner, o che Jo Martin, che aveva debuttato come Dottore Fuggitivo durante l'interpretazione di Whittaker, sarebbe stata rivelata come la Quattordicesima incarnazione.
In un articolo pubblicato sul sito web di Doctor Who, Gatwa ha dichiarato: "Questo ruolo e questo spettacolo significano moltissimo per così tante persone in tutto il mondo, me compreso, e ciascuno dei miei predecessori di incredibile talento ha gestito quella responsabilità e quel privilegio unici con la massima cura". Farò del mio meglio per fare lo stesso».
Davies ha aggiunto: "Ncuti ci ha abbagliato, ha afferrato il Dottore e ha posseduto quelle chiavi del TARDIS in pochi secondi... Ve lo prometto, il 2023 sarà spettacolare!"
Inizialmente si prevedeva che Gatwa avrebbe interpretato il Quattordicesimo Dottore nel maggio 2022 e avrebbe preso il posto dell'attrice inglese Jodie Whittaker nel ruolo dopo una serie di episodi speciali nel corso del 2022. Durante lo speciale, Il potere del Dottore, è stato rivelato dopo la rigenerazione di Whittaker, il Dottore si era rigenerato in David Tennant. È stato confermato che Gatwa alla fine reciterà nel ruolo del Quindicesimo Dottore, con il produttore esecutivo Russell T Davies che afferma "Il percorso verso il quindicesimo Dottore di Ncuti è carico di mistero, orrore, robot, burattini, pericolo e divertimento!" Gatwa è apparso nel personaggio per la prima volta nel trailer degli speciali del 60º anniversario, che precedono la sua ascesa al ruolo principale dal 25 dicembre 2023.